# Tomáš Šebek

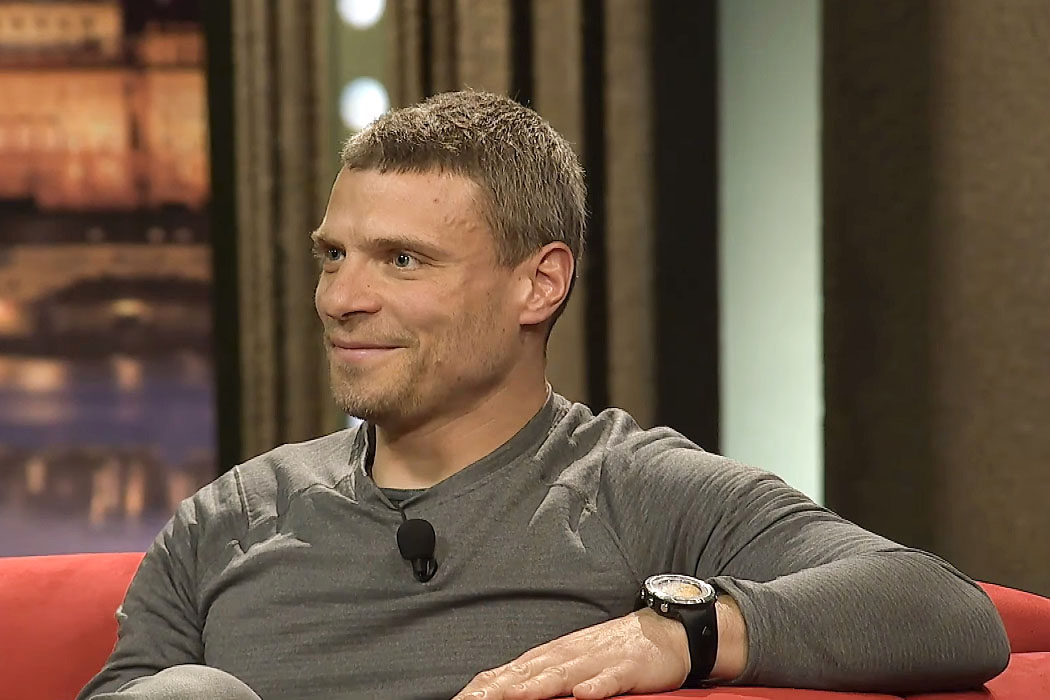
Tomáš Šebek podruhé v Show Jana Krause (2017)

Tomáš Šebek (* 25. března 1977 Praha) je český chirurg, účastník misí Lékařů bez hranic.

## Život
Vystudoval všeobecné lékařství na 1. lékařské fakultě Univerzity Karlovy. Poté začal pracovat jako chirurg v Nemocnici Hořovice, v irském Dublinu, v Nemocnici Na Františku a v současnosti v Nemocnici Beroun. V roce 2010 se vydal na svou první misi pod hlavičkou organizace Lékaři bez hranic, a to na Haiti. Vrátil se tam o dva roky později, poté absolvoval dvě mise v afghánském Kundúzu. V lednu až březnu 2017 pracoval na misi v Jižním Súdánu. Vytvořil a spustil projekt pod názvem Portál uLékaře.cz, jedná se o alternativu on-line komunikace s lékaři v reálném čase.

## Ocenění
- Cena za statečnost (2015), udělil Lékařský odborový klub – Svaz českých lékařů[5]
- Cena čtenářů České knihy 2016 za knihu Mise Afghánistán[6]
- Cena Celestýna Opitze (2018) za vzor v péči o nemocné a potřebné, udělil řád milosrdných bratří
- Medaile Karla Kramáře (2024), udělil předseda vlády ČR u příležitosti 17. listopadu za osobní statečnost a mimořádné nasazení v pomoci potřebným.

## Dílo
- Mise Haiti. 5 měsíců s Lékaři bez hranic, Mladá fronta, Praha 2013, ISBN 978-80-204-3228-5
- Mise Afghánistán. Český chirurg v zemi lovců draků, Nakladatelství Paseka, Praha 2015, ISBN 978-80-7432-656-1 (Vyšlo také jako audiokniha, vydavatelství Audiotéka.)
- Africká zima - V Jižním Súdánu s Lékaři bez hranic, Nakladatelství Paseka, Praha 2017, ISBN 978-80-7432-863-3
- Nebe nad Jemenem. V jihozápadní Asii s Lékaři bez hranic, Nakladatelství Paseka, Praha 2019, ISBN 978-80-7637-005-0
- Objektivní nález, Nakladatelství Paseka, Praha 2024, ISBN 978-80-7637-529-1